# Григорианская миссия

Этнографическая карта Британии по состоянию на начало VII века.

Григорианская миссия (встречается название «августинская миссия») — миссия, направленная папой римским Григорием I в 596 году в Британию с целью обращения в христианство англосаксов. Возглавлявшаяся Августином Кентерберийским, после смерти последнего миссионера в 635 году миссия упрочила позиции христианства среди англосаксов Южной Англии. Наряду с ирландскими и франкскими миссиями она обратила в христианскую веру и другие области Британии, а также оказала влияние на Гиберно-шотландскую миссию в континентальной Европе.
К концу VI века во многих областях Британии уже расселились языческие германские племена, которые к этому времени, вероятно, взяли под свой контроль современный Кент и другие прибрежные районы. В 596 году папа Григорий I послал группу миссионеров во главе с Августином в Кент, чтобы обратить в христианство короля Кента Этельберта I, чья жена, Берта Кентская, была франкской принцессой и верующей христианкой. Августин был приором монастыря Григория в Риме, и Григорий обеспечил безопасный путь для миссии, обратившись за помощью к франкским правителям, прося их содействовать беспрепятственному проезду миссионеров.
В 597 году сорок миссионеров прибыли в Кент и получили разрешение от Этельберта I свободно проповедовать христианство в его столице Кентербери. Вскоре миссионеры написали Григорию I, оповестив его о своих успехах и о том, что обращение монарха в христианскую веру состоялось. Точная дата крещения Этельберта неизвестна, но это произошло ранее 601 года. Вторая группа монахов и духовенства была отправлена в 601 году вместе с книгами и другими предметами для новых миссий. Григорий I назначил Августина архиепископом митрополии южной части Британских островов и дал ему власть над духовенством из коренных британцев, но после нескольких встреч с Августином «старые» кельтские епископы отказались признать его власть.
Перед смертью Этельберта I в 616 году был создан ряд других епархий, но после этой даты язычество снова усилило свои позиции, и епископство Лондона было заброшено. Дочь Этельберта, Этельбурга, вышла замуж за короля Нортумбрии Эдвина, и в 627 году Паулин Йоркский, епископ, который сопровождал её на север, обратил в христианство Эдвина и ряд других нортумбрийцев. Когда Эдвин умер, приблизительно в 633 году, его вдова и Паулин были вынуждены бежать в Кент. Хотя миссионеры не могли оставаться во всех областях, которые они христианизировали, к тому времени, как последний из них умер, — около 653 года, — они укрепили позиции христианства в Кенте и окружающей местности и способствовали римской традиции в практике христианства в Британии.